# Dieter Iseler

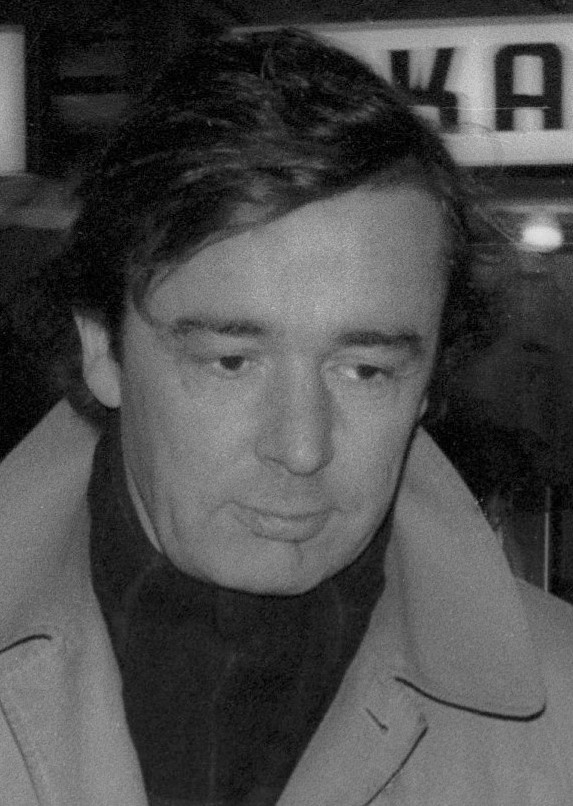
Dieter Iseler

Dieter Iseler (* 3. Februar 1937 in Osnabrück) ist ein deutscher Architekt und ehemaliges Mitglied der Hamburgischen Bürgerschaft für die SPD.

## Leben
Nach dem Besuch des Gymnasiums in Osnabrück machte Dieter Iseler zunächst eine Maurerlehre. Es folgte ein Studium an der Ingenieurschule für Bauwesen in Hamburg und erste berufliche Schritte in Frankfurt am Main und Königstein im Taunus, ehe er sich 1973 als freiberuflicher Architekt in Hamburg niederließ. Er ist verheiratet und hat zwei Kinder.

## Politik
1968 trat Iseler in die SPD ein. Innerhalb der Partei wurde er dem linken Parteiflügel zugerechnet. Er vertrat seine Partei von 1977 bis 1979 in der Bezirksversammlung Hamburg-Nord. Von 1978 bis 1986 wurde er als Abgeordneter in die Hamburgische Bürgerschaft gewählt. Dort arbeitete er vor allem im Kulturausschuss, im Ausschuss für die Gleichstellung der Frau und – als stellvertretendes Mitglied – im Bauausschuss mit. Nach seiner Zeit als Bürgerschaftsabgeordneter wurde Iseler im Januar 1987 zum Deputierten der Kulturbehörde gewählt.
Während seiner Bezirksabgeordnetenzeit lebte er in Eppendorf. Später zog er nach Meiendorf und wurde Mitglied des dortigen SPD-Distrikts.